# Отрыв! (картина Робертса)
«Отрыв!» (англ. A break away!) — картина австралийского художника Тома Робертса, написанная в 1891 году, считается «иконой австралийского искусства». Находится в Художественной галерее Южной Австралии в Аделаиде.

## Описание

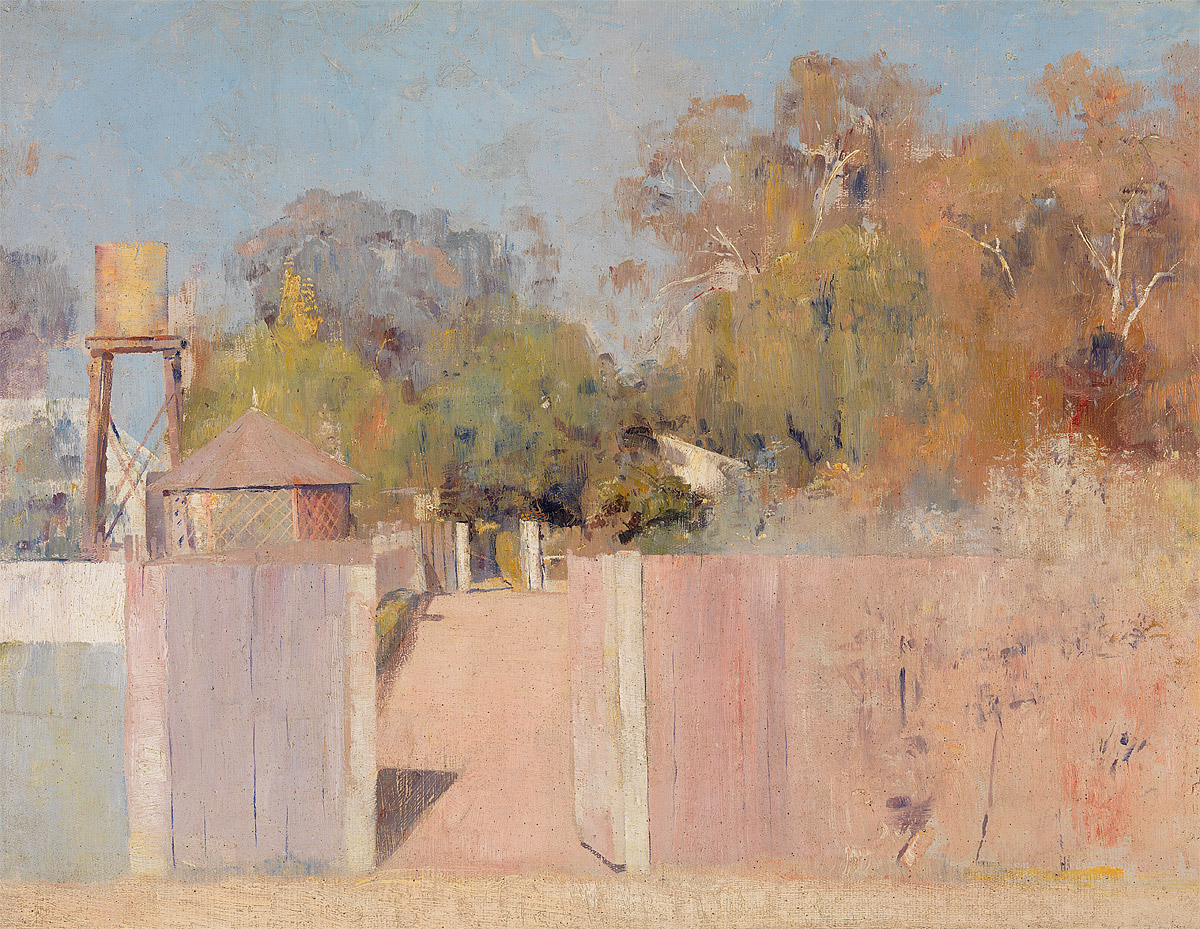
Картина Робертса 1891 года, изображающая станцию Коллендина в Короуа, где он начинал работу над «Отрыв!

На картине изображено стадо жаждущих овец, бегущих к плотине. Погонщик на лошади пытается остановить стадо, прежде чем овцы утонут или раздавят друг друга в своём желании напиться воды. Картина, являющаяся «иконой австралийского искусства», входит в серию работ Робертса, которая «отражает зарождающийся дух национальной идентичности».
Робертс писал картину в городке Короуа в Новом Южном Уэльсе. Полотно изображает засуху с бестравьем и превратившейся в пыль землёй. Картина отражает первые дни скотоводства в Австралии, которые к 1890-м годам уже подходили к концу. Артур Стритон вспоминал годы спустя: «Чтобы написать этот шедевр, Робертс шесть недель путешествовал с погонщиками».

## История
Картина была представлена на Выставке австралийского искусства 1898 года в Лондоне, первой крупной выставке австралийского искусства на международном уровне.
Картина «Отрыв!» была куплена в 1899 году Художественной галереей Южной Австралии и входит в обширную коллекцию австралийской живописи музея. Полотно было включено в книгу Quintessence Editions 2007 года «1001 картина, которую нужно увидеть перед смертью».